# Langues Luçon du Nord
Les langues Luçon du Nord (ou langues cordilléranes) sont un sous-groupe des langues philippines, un des rameaux de la branche malayo-polynésienne des langues austronésiennes. 
Ces langues sont parlées aux Philippines - notamment dans l'île de Luçon.

## Classification

Les langues philippines, entourées en bleu.

Blust (1991) classe à l'intérieur du luçon du Nord six groupes de langues de l'archipel philippin. Leur composition est la suivante :
- Langues luçon du Nord, stricto sensu:
  - arta
  - ilokano
- Langues cordilléranes du Nord
  - paranan
  - agta de Casiguran Dumagat
  - agta de Cagayan oriental
  - agta de Cagayan central
  - atta
  - ga’dang ou gaddang
  - ibanag
  - malaweg
  - isneg ou isnag
  - itawis
  - yogad
- Alta du Nord
- Alta du Sud
- Langues cordilléranes du Centre
  - isinai
  - kalinga
  - kalinga de Guinaang
  - kalinga de Limos
  - kalingan du haut Tanudan
  - itneg
  - balangaw
  - ifugao de Batad
  - ifugao de kiangan
  - kankanay du Nord
  - bontok oriental
  - bontok de Guinaang
  - bontok de Tukukan
  - bontok de Talubin
- Langues cordilléranes du Sud
  - ilongot
  - pangasinan
  - karao ou karaw
  - ibaloy ou inibaloi
  - kallahan de kayapa
  - kallahan keley-i
  - kallahan de tinoc